# Aphytis azai
Aphytis azai är en stekelart som beskrevs av Abd-rabou 2004. Aphytis azai ingår i släktet Aphytis och familjen växtlussteklar.
Artens utbredningsområde är Egypten. Inga underarter finns listade i Catalogue of Life.